# Старые Айбеси
Ста́рые Айбе́си (чув. Кивĕ Эйпеç) — село в Алатырском районе Чувашской Республики России. Административный центр Староайбесинского сельского поселения.

## История
Многочисленные предания указывают, что переселенцы прибыли с Волги, с территории нынешнего Марпосадского района. Они покинули свои деревни из-за гнета царской администрации или преследования властями участников Крестьянской войны под предводительством Степана Разина.
В некоторых преданиях указывается на переселение в Старые Айбеси из села Байглычева нынешнего Яльчикского района или д. Айбечи нынешнего Ибресинского района.
В начале XVIII века деревня называлась Новой Тимошкиной и относилась к Айбечевской волости Свияжского уезда.
По переписи 1710 года численность крестьянских дворов составила 6 штук (по данным 1-й ревизии). К 1719 г. прибыло 2 двора. Переписная книга Ландратской волости Свияжского уезда 1716-1717 гг. показывает, что в Айбечевской волости числятся «деревня Байглычево Новое на речке Буле», «деревня Айбечи Камаего Поля» (то есть д. Айбечи ныне Ибресинского района) и деревня Новая Тимошкино (или Старые Айбеси). 
В 1780 году, при создании Симбирского наместничества, деревня Тихошкина, крещеных чуваш, из Свияжского уезда вошла в состав Буинского уезда.
В 1840 году в с. Старые Айбеси (Киве-Айбес, Тимошкино) было открыто начальное народное училище. В том же году на средства Департамента Уделов был построен деревянный храм в честь Вознесения Господня. Прихожанами являлись и жители ближайших деревень: д. Новые Выселки, д. Люля, д. Полкиря. В удельные училища зачисляли детей в принудительном порядке, как и в рекруты. У кого имелось три сына от 9 до 12 лет, то одного записывали в школу без разговору. Более богатые родители откупали своих сыновей, а сын бедного крестьянина записывался. Крестьяне сами должны были содержать своих детей в период пребывания их в училищах (питание, обувь, квартира). Так на содержание Староайбесинской земской школы от земства выделялось 100 рублей, а с крестьян 291 рубль. Это говорит о том, что большую работу по привлечению средств населения на содержание земских школ проводил И. Н. Ульянов. (М. П. Макаров «Илья Николаевич Ульянов и просвещение чуваш»: Чувашкнигоиздат, 1958.стр. 16-17).
В 1859 году село Старыя Айбеси входило во 2-й стан Буинского уезда Симбирской губернии, в котором в 45 дворах жило 539 человек, имелась православная церковь, сельское училище. 
Во 2-й половине XIX века выходцами из села была основана деревня Новые Выселки (Алатырский район).
В 1900 г. было записано предание о том, что основатели деревни Байгличево или Айбеч ныне Яльчикского района в XVIII веке переселились из д. Айбеч.
В памятной книжке Симбирской губернии на 1868 год на стр. 104 («Буинский уезд») отмечается, что в с. Старых Айбесях было много грамотных: «… Большим развитием грамотности отличаются селения … … Старые Айбеси».
Согласно подворной переписи 1911 года в селе было 186 семей, мужчин — 628 чел., женщин — 513 чел., обоего пола — 1141 чел., из них 136 семей были с грамотными и учащимися членами семьи, в том числе грамотных мужчин было 235 человек, женщин — 8 чел. В 1911 году в селе было 32 хозяйства безлошадных, 43 хозяйства без коров, 114 хозяйства с одной коровой, 38 хозяйств с двумя коровами.
В 1928-30 гг. директором начальной школы был С. М. Лашман. В Старые Айбеси он приехал по приглашению писателя-драматурга Михаила Филипповича Акимова-Аруя, который в то время учительствовал в Новоайбесинской начальной школе и был родом из этого села.
Важным историческим событием является открытие И. Я. Яковлевым в 1911-17 гг. женской общины у речки Вараксарки, которая протекает между д. Новые Выселки и с. Старые Айбеси, которая просуществовала до 1921 года. Яковлев мечтал об открытии мастерских для чувашей-инвалидов войны, приюта для детей-сирот, хотел организовать промыслы на базе стекольного завода и дереворазработки. В 1921 году чувашская трудовая община на речке Вараксарке прекратила своё существование. 18 января 2006 г. на этой территории был организован Дом инвалидов.

### Административная принадлежность
По данным архивного отдела Государственного архива Ульяновской области с. Старые Айбеси бывшего Буинского уезда Тархановской волости Симбирской губернии находилось в 132 верстах от Симбирска, в 85 верстах от Буинска, в 20 верстах от почтовой станции. Ближайшие сёла: Новые Айбеси — 18 вёрст, Тарханы — 22 вёрсты. Население: русское и чувашское, бывшие удельные крестьяне. 
Старые Айбеси до 1920 года относились к Буинскому уезду, с 1920 г. к Цивильскому уезду, с 1921 по 1927 гг. к Батыревскому уезду Тархановской волости, с 1927 г. к Алатырскому району Чувашской АССР, с 1939 г. к Первомайскому району, с 1959 г. к Батыревскому району, с 1959 г. и поныне к Алатырскому району.

## Население
| 2010 | 2012 |
| ---- | ---- |
| 880  | ↗986 |

В 1859 году в 45 дворах жило 539 человек.
Население к 1880 г. составило 303 муж. пола, 265 жен. пола, число дворов: 92. 
К 1897 г. — 393 муж. пола, 404 жен. пола, число дворов: 121. 
На 1900 год в 125 дворах жило: 459 м. и 421 ж.;
В 1911 году в селе было 186 семей, мужчин — 628 чел., женщин — 513 чел., обоего пола — 1141 чел.

### Известные жители
- С. М. Лашман — чувашский писатель[8].

## Достопримечательности
- Основной достопримечательностью села является церковь Вознесения Господня, построенная в 1840 году.
- 6 мая 1994 года при восстановительных работах здания церкви в фундаменте обнаружена медная табличка размером 35х45 см. На ней выведен следующий текст: «Храм заложен во имя Вознесения Господня, в царствование Государя Императора Николая Павловича при наследнике его Великого князя Александра Николаевича Симбирском и Сызраньском по Хромозданной грамоте данной от Него 27 июня 1838 года, во время управления Симбирским удельным имением коллежского Советника и кавалера Сергея Петровича Глинки, Буинского уезда в удельном селении Старых Айбесях, иждивением Департамента в лето от рождества Христово 1840 месяца апреля 28 день».

## Инфраструктура
На территории села функционируют:
- офис врача общей практики;
- МОУ «Староайбесинская средняя общеобразовательная школа»;
- Староайбесинский сельский дом культуры;
- Староайбесинская сельская модельная библиотека;
- почтовое отделение № 26;
- пять продуктовых и один хозяйственный магазин;
- детские ясли.